# 森田修一
森田 修一（もりた しゅういち、1965年2月3日 - ）は、日本の元陸上競技選手（長距離走・マラソン）。神奈川県出身。現在は日清食品グループ陸上競技部で監督を務める。

## 来歴
専修大学出身で、箱根駅伝への出場経験もある。大学卒業後は日産自動車に所属。
1992年8月開催のバルセロナオリンピック男子マラソンの代表選考レースでもあった、1991年12月の福岡国際マラソンでは、自己ベスト記録となる2時間10分58秒のゴールタイムで優勝した。この時点で、1991年9月開催の世界陸上東京大会男子マラソンで優勝した谷口浩美がすでに代表に内定しており、残り2名は国内選考会での成績で選出となったが、森田は国内選考会優勝により有力候補となった。しかしそれまでのマラソン実績が乏しかったことと、1992年2月の東京国際マラソンで優勝の森下広一（2時間10分19秒）と2位の中山竹通（2時間10分25秒）がともに森田の記録を上回ったため、代表には森下・中山が選ばれ、森田の五輪出場はならなかった。森田の後、福岡国際マラソンでの日本選手の優勝は、2000年の藤田敦史まで8年間途絶えた。
現役引退後は指導者の道を歩み、2000年にホクレンの監督に就任。2007年12月には全日本実業団対抗女子駅伝でチームを初の5位入賞に導いた。同社には、2008年8月開催の北京オリンピックの女子10000m・5000m代表で、2011年1月の大阪国際女子マラソン優勝者の赤羽有紀子らが所属していた。
2015年に日清食品グループ陸上競技部のヘッドコーチに就任。2016年からは監督を務める
。

## マラソン成績
| 年月           | 大会                     | 順位 | 記録          | 備考           |
| -------------- | ------------------------ | ---- | ------------- | -------------- |
| 1989年3月12日  | 第44回びわ湖毎日マラソン | 4位  | 2時間16分25秒 |                |
| 1990年3月11日  | 第45回びわ湖毎日マラソン | 5位  | 2時間15分32秒 |                |
| 1990年12月11日 | 第44回福岡国際マラソン   | 14位 | 2時間18分32秒 |                |
| 1991年3月10日  | 第46回びわ湖毎日マラソン | 7位  | 2時間14分56秒 |                |
| 1991年??月??日 | ゴールドコーストマラソン | 31位 | 2時間26分45秒 |                |
| 1991年12月1日  | 第45回福岡国際マラソン   | 優勝 | 2時間10分58秒 | 生涯ベスト記録 |
| 1992年??月??日 | 第12回北京国際マラソン   | DNF  | 途中棄権      |                |
| 1995年12月3日  | 第49回福岡国際マラソン   | DNF  | 途中棄権      |                |
| 1997年3月2日   | 第52回びわ湖毎日マラソン | 76位 | 2時間25分48秒 |                |